# Switch It On
Switch It On – piosenka napisana przez Willa Younga, Stephena Lipsona, Ronnie Petersona, Karen Poole i Steve’a Wolfa, a wykonywana przez Willa Younga. Została wydana jako pierwszy singel promujący trzeci album artysty, Keep On. Utwór zajął piąte miejsce na liście UK Singles Chart.
Do piosenki nakręcony został teledysk, za którego reżyserię odpowiedzialny był Vaughan Arnell. Wideoklip był kręcony w Afryce Południowej. Został oparty na filmie Top Gun. Teledysk rozpoczyna się napisem „Will Young in Hot Gun” i ukazuje Younga w roli Toma Cruise’a, czyli pilota, grającego w siatkówkę plażową oraz śpiewającego serenadę kobiecie w jednym z barów.

## Lista utworów

### CD1
1. „Switch It On” (Will Young, Stephen Lipson, Ronnie Peterson, Karen Poole, Steve Wolf)
2. „Switch It On”

### CD2
1. „Switch It On”
2. „I Love You More Than You’ll Ever Know”
3. „Switch It On”
4. Galeria i wygaszacze ekranu

### Wydanie cyfrowe
1. „Switch It On” (mix)